# Паметник на Петър Берон
Паметникът на Петър Берон в Борисовата градина в София е създаден през 1928 г. от скулптора Иван Лазаров.
Изграден е от бронз и гранит със средства на Министерство на народната просвета. Върху паметника е изписано: „Д-ръ Петъръ Беронъ (1795 – 1871)“.